# DS 4S
Pour les articles homonymes, voir DS 4.
La DS 4S est une automobile compacte du constructeur automobile français DS Automobiles, la marque premium du groupe PSA. Elle est officialisée lors du salon de Guangzhou fin novembre 2015, pour une commercialisation quelques mois plus tard.

## Présentation

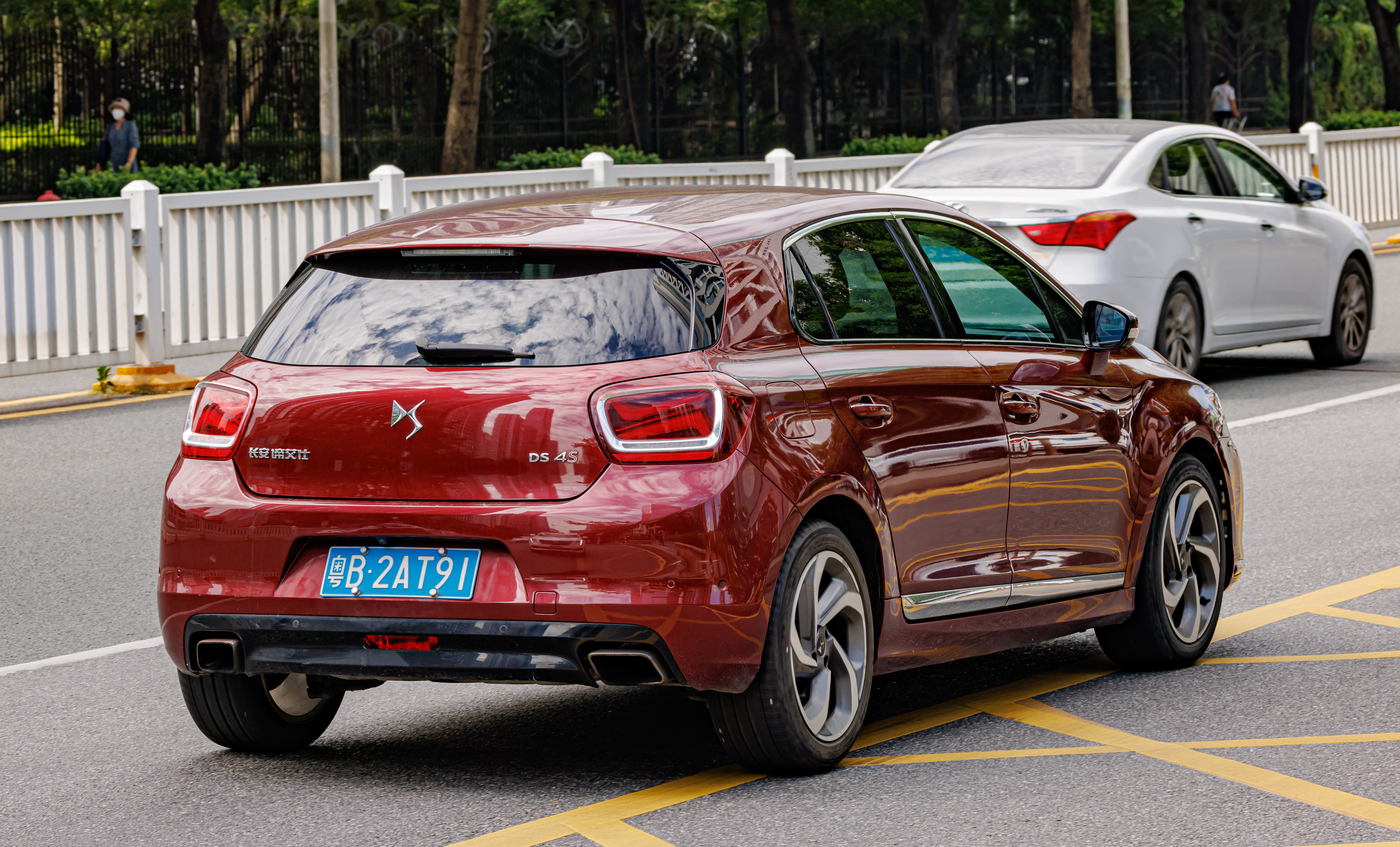
Vue arrière.

Officialisée le 20 novembre 2015 au salon de Guangzhou, la DS 4S n'est commercialisée qu'à partir du 25 avril 2016, à l'occasion du salon automobile de Pékin. Assemblée à Shenzhen, il s'agit du quatrième modèle produit par la marque en Chine, à qui elle est réservée, au moins dans un premier temps.
Extérieurement elle se rapproche d'une version bicorps de la DS 5LS. On retrouve la calandre « DS Wings » de sa sœur et de la DS 6, ainsi qu'une signature lumineuse arrière en volume. À l'intérieur, la planche de bord et le cuir en « bracelet de montre » rappellent encore le reste de la gamme chinoise de la marque.

## Mécanique
Fondée sur la même plateforme que la Citroën C4 II, la DS 4S ne dispose que de motorisations essence EB et EP (THP en appellation commerciale).
|                            | 1.2 THP                | 1.6 THP                | 1.8 THP                |             |
| Cylindrée (cm³)            | 1 199                  | 1 598                  | 1 751                  |             |
| Architecture               | 3 cylindres (type EB)  | 4 cylindres (type EP)  | 4 cylindres            | 4 cylindres |
| Puissance maxi             | 136 ch à 5 500 tr/min  | 165 ch à 6 000 tr/min  | 204 ch à 5 500 tr/min  |             |
| Couple maxi                | 230 N m à 1 750 tr/min | 240 N m à 1 400 tr/min | 280 N m à 1 400 tr/min |             |
| Boîte de vitesses          | EAT6                   | EAT6                   | EAT6                   |             |
| Vitesse maxi (km/h)        |                        |                        |                        |             |
| 0-100 km/h (s)             |                        |                        |                        |             |
| Consommation (en L/100 km) |                        |                        |                        |             |
| Émissions de CO2 (en g/km) |                        |                        |                        |             |